# 1301.
◄ | 13. stoljeće | 14. stoljeće | 15. stoljeće | ►
◄ | 1270-ih | 1280-ih | 1290-ih | 1300-ih | 1310-ih | 1320-ih | 1330-ih | ►
◄◄ | ◄ | 1298. | 1299. | 1300. | 1301. | 1302. | 1303. | 1304. | ► | ►►
Arhitektura • Astronomija • Glazba • Knjige • Književnost • Kršćanstvo • Medicina • Pravo • Promet • Slikarstvo • Znanost

## Događaji
- 14. siječnja – Umro je Andrija III. Mlečanin čime završava vladavina Arpadovića u Mađarskoj
- 7. veljače – Edvard od Caernarvona (kasnije kralj Edvard II.) je postao prvi Princ od Walesa.
- Dante je prognan iz Firence.
- Dubrovačka Republika pripaja Mljet.[1]

## Smrti
- 14. siječnja – Andrija III. Mlečanin
- Lev Danilovič (* 1228.)

## Vanjske poveznice
|  | Zajednički poslužitelj ima još gradiva o temi 1301. |